# Benny & Us
Benny & Us is een gezamenlijk muziekalbum van de Amerikaanse zanger Ben E. King en de Schotse funkformatie Average White Band. Het werd in 1977 uitgebracht op Atlantic en haalde de 33e plaats in de Amerikaanse albumlijst.

## Geschiedenis
De samenwerking tussen King en Average White Band kwam tot stand nadat ze elkaar in Miami tegen het lijf liepen. King zou net aan de opnamen van een nieuw album beginnen, en de ontheemde Schotten waren beschikbaar als begeleidingsband. Dit resulteerde in acht nummers waaronder covers van John Lennon's Imagine en Donny Hathaway's Someday We'll All Be Free, en de singles Get It Up For Love en A Star in the Ghetto. 
Er waren plannen om ook gezamenlijk op tournee te gaan, maar het bleef bij enkele korte optredens waaronder het Montreux Jazz Festival van 1977. Average White Band begeleidde hier ook andere Atlantic-artiesten alvorens af te sluiten met eigen nummers. 

## Tracklijst
1. Get It Up For Love 4:33
2. Fool For You Anyway 5:38
3. A Star in the Ghetto 7:01
4. The Message 5:17
5. What Is Soul 4:34
6. Someday We'll All Be Free 5:13
7. Imagine 4:56
8. Keepin' It To Myself 4:30